# 霊台線
霊台線（リョンデせん）は、朝鮮民主主義人民共和国平安南道殷山郡にある院倉駅から霊台駅までを結ぶ鉄道路線である。

## 路線データ
- 路線距離：院倉～霊台間7.1km
- 駅数：2（両端駅を含む）
- 軌間：1435mm
- 電化区間：全線（直流3000V）
- 複線区間：なし

## 駅一覧
- 駅所在地は全線平安南道殷山郡内。

| 駅名   | 駅名   | 駅名      | 駅間キロ (km) | 累計キロ (km) | 接続路線             |
| 日本語 | 朝鮮語 | 英語      | 駅間キロ (km) | 累計キロ (km) | 接続路線             |
| ------ | ------ | --------- | ------------- | ------------- | -------------------- |
| 院倉駅 | 원창역 | Wŏnch'ang | 0.0           | 0.0           | 北朝鮮鉄道省：平徳線 |
| 霊台駅 | 령대역 | Ryŏngdae  | 7.1           | 7.1           |                      |

## 参考資料
- 国分隼人（2007年）. 『将軍様の鉄道 北朝鮮鉄道事情』, 新潮社. ISBN 9784103037316